# بيرز كونستانتينو
بيرز كونستانتينو (20 أكتوبر 1929 في ريو دي جانيرو - 2002) لاعب كرة قدم برازيلي معتزل كان يجيد اللعب في خط الوسط .

## المسيرة الرياضية
احترف كونستانتينو في فرنسا طوال الفترة من 1951 إلى 1963 حيث انضم إلى أندية نيم، مرسيليا ، ليون ، ونيم مجددا .
مع نادي نيم ساهم في احتلال المركز الثاني في بطولة دوري الدرجة الثانية موسم 1959-1960 والمركز الثاني في بطولة كأس فرنسا موسم 1960-1961 .

## روابط خارجية
- بيرز كونستانتينو على موقع قاعدة بيانات كرة القدم.إي يو (الإنجليزية)
- بيرز كونستانتينو على موقع عالم كرة القدم.نت (الإنجليزية)